# Помилки минулого
Помилки минулого (англ. Rectify) — американський драматичний телесеріал, створений Рейєм Маккінноном, з Еденом Янґом та Ебіґейл Спенсер у головних ролях. Проект виходив на Sundance TV , де став першим драматичним серіалом каналу, який демонструє незалежні фільми.
Прем'єра серіалу відбулася 22 квітня 2013 року, перший сезон налічував шість епізодів. 1 травня канал продовжив серіал на другий сезон з десяти епізодів, який стартував 19 червня 2014 року. Прем'єра третього сезону відбулася у другій половині 2015 року. 8 січня 2016 року SundanceTV оголосив, що четвертий сезон завершить серіал. Прем'єра останнього, четвертого сезону, відбулась 26 жовтня 2016 року, а 14 грудня того ж року в ефір вийшов заключний епізод серіалу.

## Синопсис
У телесеріалі йдеться про Даніеля Голдена, який підлітком був засуджений за вбивство своєї шістнадцятирічної подруги. Його було засуджено, але через дев'ятнадцять років, які він провів у камері смертників, виявляється, що за новими даними ДНК він не винний, і його випускають. Він незабаром повертається до своєї сім'ї в маленьке містечко в штаті Джорджія.

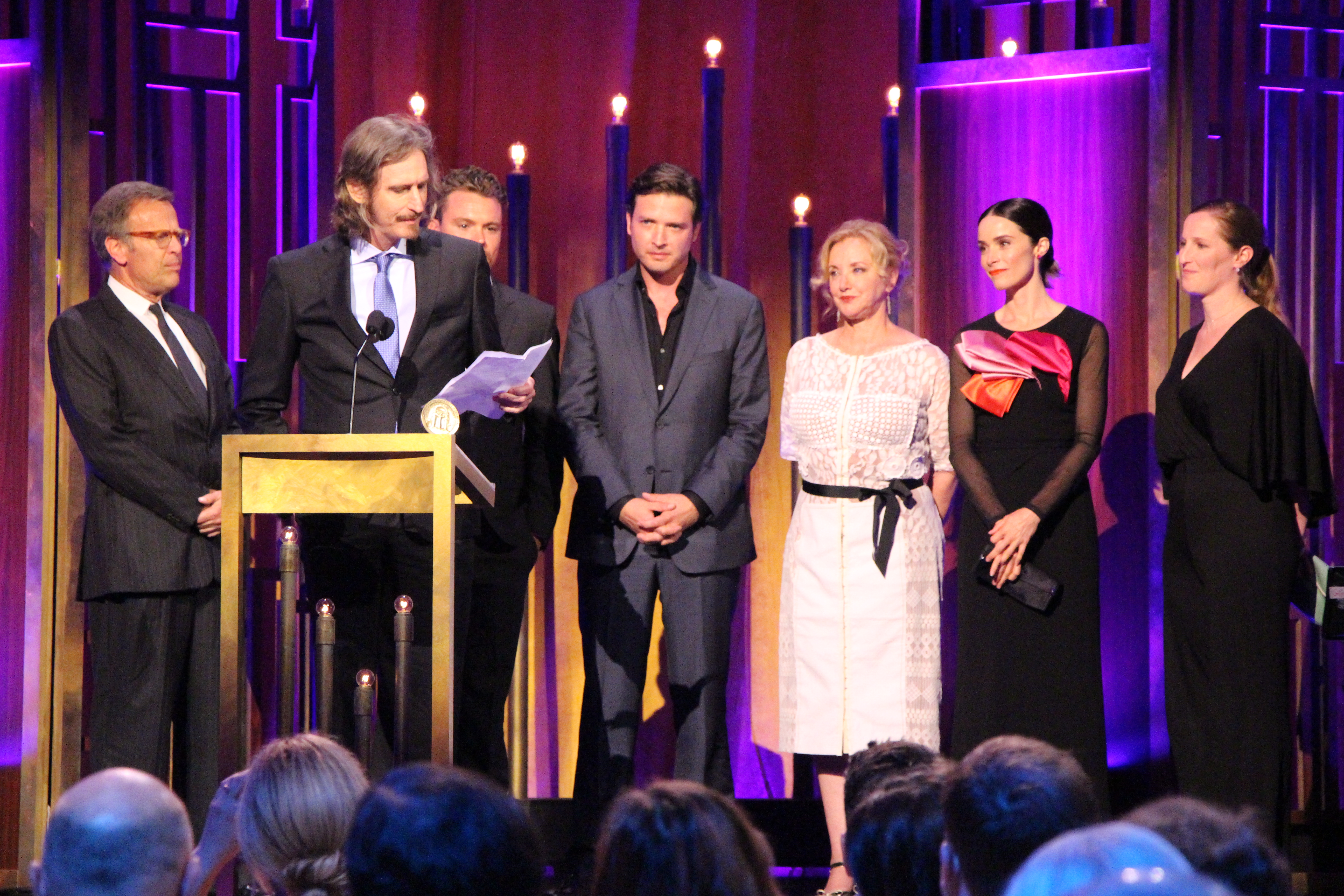
Колектив телесеріалу під час нагородження премією «Peabody 2015»

## У ролях
Головні
- Ейден Янґ — Даніель Голден.
- Ебіґейл Спенсер — Аманта Голден, молодша сестра Даніела.
- Джей Сміт-Кемерон — Дженет Тальбот, мати Даніеля.
- Еделейд Клеменс — Тавні Тальбот, дружина Тедді.
- Клейн Кровфорд — Тед «Тедді» Тальбот-молодший, зведений брат Даніеля, чоловік Тауні.
- Люк Кірбі — Джон Стерн, адвокат Даніеля, у якого відносинах з його сестрою Амантою.
- Брюс Маккінон — Тед Талбот-старший, вітчим Даніеля.
- Джейк Остін Вокер — Джаред Тальбо, молодший брат Даніель та Аманти.
- Дж.Д. Евермор — Карл Даґґетт, місцевий шериф.

Другорядні
- Майкл О'Ніл — Роланд Фолкс, сенатор який був прокурором, що засудив Даніеля.
- Шон Бріджерс — Трей Вілліс, один зі свідків злочину Даніеля.
- Шарон Конлі — Сондра Персона, окружний адвокат.
- Робін Маллінс — Джуді Дін, мати Ганни Дін.
- Ліндс Едвардс — Боббі Дін, брат Ганни.
- Джон Бойд Вест — Мелвін, друг Даніеля.
- Кім Волл — Марсі, офіціантка у місцевому ресторані.
- Джонні Рері Джилл — Кервін Вітмен, засуджений до смертної кари, що сидів у сусідній камері з Деніелем.
- Майкл Трейнор — Джордж Мелтон, один зі свідків злочину Даніеля.
- Джейсон Ворнер Сміт — Вендалл Єлкс, засуджений до смертної кари.
- Стюарт Ґрір — Лід Комфрі, помічник шерифа Даґґетта.
- Ешлі Леконте Кемпбелл — Вінн Ловаас, менеджер «Thrifty Town», де працює Аманта.
- Мелінда Пейдж Гамільтон — Ребекка, лікар Тедді й Тавні.
- Кейтлін Фіцджералд — Хлоя, художниця.
- Натан Дарроу — Біллі Гарріс, друг зі школи, закоханий у Аманту.
- Девід Дін Боттрелл — доктор Мільх.

## Критика
Серіал отримав схвальні оцінки від критиків, які відзначали високий рівень опрацювання характерів персонажів, акторську гру, сценарій та манеру фільмування.
Перший сезон телесеріалу отримав схвалення критиків, набравши на «Metacritic» рейтинг 82 з 100.

## Нагороди
Ебіґейл Спенсер була номінована на премію «Вибір телевізійних критиків» за найкращу жіночу роль другого плану в драматичному серіалі.
У 2015 році серіал був удостоєний премії Пібоді.

## Сезони та епізоди телесеріалу
| Сезон | Епізоди | Епізоди | Оригінальний показ | Оригінальний показ |
| Сезон | Епізоди | Епізоди | Перший показ       | Останній показ     |
| ----- | ------- | ------- | ------------------ | ------------------ |
| 1     | 6       | 6       | 22 квітня 2013     | 20 травня 2013     |
| 2     | 10      | 10      | 19 червня 2014     | 21 серпня 2014     |
| 3     | 6       | 6       | 9 липня 2015       | 13 серпня 2015     |
| 4     | 8       | 8       | 26 жовтня 2016     | 14 грудня 2016     |